# LG Optimus G
De LG Optimus G is een smartphone van de Zuid-Koreaanse fabrikant LG. De smartphone werd geïntroduceerd op 19 september 2012 en is de opvolger van de LG Optimus 4X HD. De LG Optimus G was het vlaggenschip van het bedrijf en is verkrijgbaar in Nederland en België. De Optimus G is inmiddels opgevolgd door de LG G2.

## Buitenkant
De Optimus G wordt bediend door middel van een capacitief touchscreen. Dit lcd-scherm met True HD-IPS-technologie heeft een resolutie van 768 bij 1280 pixels en heeft een schermdiagonaal van 4,7 inch. Er bevinden zich geen fysieke knoppen onderaan het scherm. Met 8,5 millimeter is de telefoon, in vergelijking tot andere smartphones, erg dun. Aan de achterkant zit een camera van óf 8 óf 13 megapixel, afhankelijk van de versie. Ook beschikt de telefoon over een ledflitser en aan de voorkant een camera voor videobellen.

## Binnenkant
De smartphone is uitgebracht met het besturingssysteem Android 4.0.4, ook wel "Ice Cream Sandwich" genoemd. Een upgrade naar versie 4.1.1 is gepland. Boven op het besturingssysteem heeft LG een eigen grafische schil heen gelegd, LG Optimus UI 3.0. De telefoon beschikt over een 1,5 GHz-quadcore-processor van Qualcomm. Het heeft een werkgeheugen van 2 GB en een opslaggeheugen van 32 GB, wat niet uitgebreid kan worden. De telefoon heeft een 2100 mAh li-po-batterij.